# Molophilus willara
Molophilus willara là một loài ruồi trong họ Limoniidae. Chúng phân bố ở miền Australasia.